# Министерство на съобщенията на България
Министерството на съобщенията (съкратено МС) е държавна институция в България с ранг на министерство, съществувалa в периода 1934 – 1935 година.

## История
Създадено е с изменение на конституцията от 19 май 1934 г. чрез на сливането на предишните Министерство на обществените сгради, пътищата и благоустройството и Министерство на железниците, пощите и телеграфите. На 21 април 1935 г. МС се закрива с Указ № 120 и се възстановяват старите министерства.
Днес неговият ресорен наследник е Министерството на транспорта, информационните технологии и съобщенията.

## Министри
Министър на съобщенията (1934 – 1935)
| правителство | име             | дати                           | партия     | партия |
| ------------ | --------------- | ------------------------------ | ---------- | ------ |
| 51           | Никола Захариев | 19 май 1934 – 22 януари 1935   | Звено      |        |
| 52           | Никола Захариев | 22 януари 1935 – 21 април 1935 | Звено      |        |
| 53           | Тодор Кожухаров | 21 април 1935 – 21 април 1935  | безпартиен |        |